# Glasförare
Glasförare var en yrkesgrupp som verkade under en kort tid under senare delen av 1700-talet och början av 1800-talet. De hade till uppgift att saluföra glasbrukens produktion på marknader, därav namnet glasförare.
Glasförarnas verksamhet reglerades från år 1802 med föreskrifter rörande rekrytering samt omfång och på vilket sätt de fick marknadsföra sina produkter. Enligt en senare förordning förbjöds glasförarna att utöva sin handel från och med den 1/11 1822. De ersattes därefter med fast bosatta handlande som på  kommission bedrev handel med glasbrukens produkter i bland annat Stockholm, Örebro och Norrköping.
Detta yrke var vanligt förekommande bland resandefolket.

## Källa
- Om glasförare under tiden från omkring 1740 till 1820-talets början, av Torbjörn Fogelberg ur Smålands museums skriftserie, 0282-6046 ; 1